# Idealismo mágico
O idealismo mágico é um movimento que se define como "pôr a magia ao serviço das emoções".

## História
Novalis é o pseudónimo ou nome poético de Friedrich von Hardenberg (1772-1801), um dos grandes representantes do romantismo alemão. É famoso por suas poesias líricas e por sua prosa, caracterizadas por um profundo misticismo religioso. Autor de uma reduzida mas bela obra poética realizada em seus últimos anos de vida e em lembrança de sua amada. Ele teve uma enorme influência em muitos outros escritores de sua época.
Novalis chamou a sua concepção poética «idealismo mágico». Nesta se fundam a poesia, a filosofia e as ciências naturais para formar uma ciência peculiar, interpretação mística do universo. O chamado "Idealismo mágico" novaliano baseia-se na analogia que existe entre a alma individual e o corpo humano, por uma parte, e a que se dá entre o alma do Universo e este. Para Novalis "do mesmo modo que o alma do homem governa seu corpo, o alma do Universo governa a este. Levamos o Universo dentro de nós, e o mundo tem uma capacidade originaria para ser animado por mim, de modo que o projecto que temos do mundo coincide com o que temos de nós mesmos. A missão do poeta é impor a ideia, o espírito sobre a matéria, converter o involuntario em voluntário, espiritualizar o cosmos, moralizar a Natureza...".

## Expoentes atuais
Entre seus principais expoentes está a poeta e novelista colombiana Ángela Becerra para quem a magia está ao serviço das emoções como algo que ajuda a remarcar uma situação ou uma emoção muito forte. "Eu venho de um país, Colômbia, com um imaginário impressionante: cresci entre a realidade e a ficção, com esses contos que ouvia de pequena, os ruídos da noite... lembrança por exemplo um pássaro nocturno que soava como se estivessem ahorcando a uma mulher, e em minha casa se dizia que era a noiva sem cabeça, cujo corpo ia procurando a sua ... terminas vivendo nessa realidade imaginada", afirma. 
Esta corrente é característica de suas lidas e premiadas novelas:
- Novela Dos Amores Negados, 2004
- Novela O Penúltimo Sonho, 2005
- Novela O que lhe falta ao tempo, 2007
- Novela Ela que todo o teve, 2009
- Novela Memórias de um sinvergüenza de sete costumes, 2013